# Receptory jądrowe
Receptory jądrowe – w biologii molekularnej rodzaj czynników transkrypcyjnych, które przez przyłączanie specyficznych ligandów, regulują ekspresję licznych genów.
Rodzaje receptorów jądrowych (obok podane ligandy):

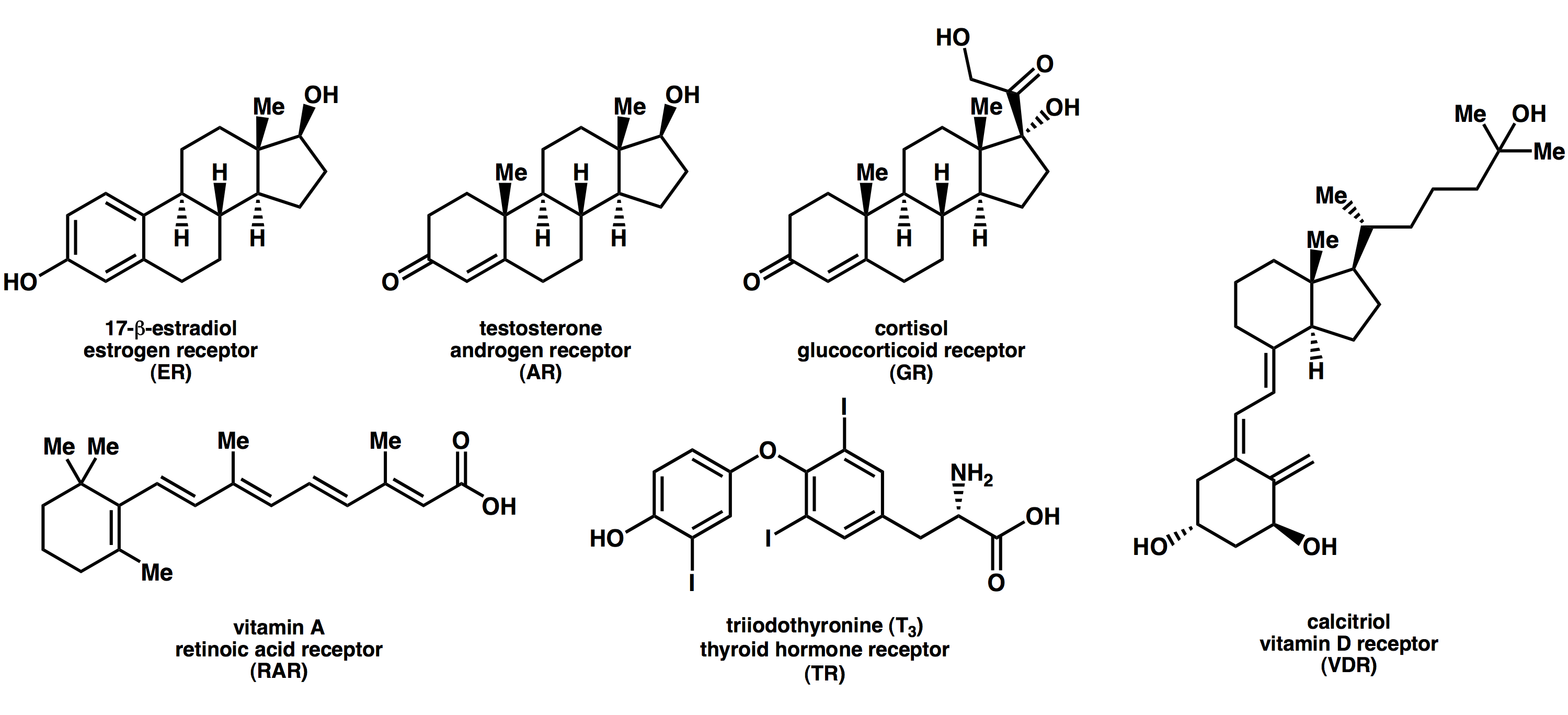
Struktura chemiczna związków chemicznych oddziałujących na receptory jądrowe

| AR       | androgeny                          |
| ER       | estrogeny                          |
| PR       | progesteron                        |
| GR       | glikokortykoidy                    |
| MR       | mineralokortykoidy                 |
| RAR, RXR | kwas retinowy                      |
| VDR      | kalcytriol (1,25(OH)2-witamina D3) |
| TR       | tyroksyna                          |